# Marcos Jiménez de la Espada
Marcos Jiménez de la Espada (Cartagena, 5 maart 1831 – Madrid, 3 oktober 1898) was een Spaanse herpetoloog, zoöloog, ontdekkingsreiziger en schrijver die zich vooral bezig hield met het beschrijven en bestuderen van zoogdieren, vogels en reptielen. Hij naam deel aan de Pacific Expeditie met 6 andere Spaanse wetenschappers in 1862 waar ze in het Amerikaans continent verbleven tot 1865. Jiménez de la Espada is gekend voor zijn werk Vertebrados del viaje al Pacifico waarin hij 786 soorten, onderverdeeld in 20 geslachten, beschreef.

## Werken
- Juan de Castellanos y Su Historia del Neuvo Reino de Granada
- Tercero libro de las Guerras civiles del Perú, el cual se llama la Guerra de Quito
- Una antigualla peruana

- Biblioteca Nacional de España: XX1637488
- Bibliothèque nationale de France: cb106519468 (data)
- Catàleg d'autoritats de noms i títols de Catalunya: 981058518824106706
- CiNii: DA04450111
- Gemeinsame Normdatei: 117127973
- International Standard Name Identifier: 0000 0000 8344 0562
- Library of Congress Control Number: n85053011
- Nationale Bibliotheek van Israël: 987007271896005171
- Nederlandse Thesaurus van Auteursnamen: 067944329
- Réseau des bibliothèques de Suisse occidentale: 02-A005463431
- Système universitaire de documentation: 086207857
- Virtual International Authority File: 61535892
- WorldCat: E39PBJcWyG9MCDV68xYF4TrrMP